# Andrés Clariond Rangel
Andrés Clariond Rangel (Monterrey, Nuevo León; 26 de septiembre de 1977) es un director y escritor de cine graduado de la maestría de Bellas Artes en Cine de la Universidad de Columbia en Nueva York. Por el lado paterno proviene de una familia de destacados empresarios fundadores de uno de los grupos industriales más grandes de México, entre ellos su tío, el exalcalde de Monterrey y exgobernador de Nuevo León Benjamín Clariond. Por el lado materno, está emparentado con el militar, periodista y novelista Heriberto Frías, y es nieto del benemérito de Nuevo León, Raúl Rangel Frías.

## Trayectoria
El primer largometraje escrito y dirigido por Andrés Clariond Rangel, Hilda (2014), es una película inspirada en la obra de teatro homónima de la escritora francesa Marie N’Diaye, que aborda temas como el clasismo, la desigualdad social y el racismo del México contemporáneo. Distribuida por Cinépolis y manteniéndose siete semanas consecutivas en cartelera nacional, Hilda se estrenó en el 12 Festival Internacional de Cine de Morelia (FICM), donde su protagonista, Verónica Langer, ganó el premio a Mejor Actriz. Se presentó en otros prestigiados festivales de cine como el Festival Internacional de Cine de Vancouver, Festival Internacional de Cine de El Cairo, Festival Internacional de Cine de Haifa y Festival Internacional de Cine de Río de Janeiro. En el Festival Internacional de Cine de Sofía, Bulgaria ganó una mención a Mejor Dirección. En 2015, Hilda fue adquirida por Netflix Latino y HBO en los EE. UU. En el 2016, la ópera prima de Clariond fue nominada a cinco premios de la Academia Mexicana de Artes y Ciencias Cinematográficas, obteniendo el de Mejor Coactuación Femenina para Adriana Paz.
Su más reciente trabajo cinematográfico fue como escritor del documental El poder de la silla (2015), largometraje dirigido por Diego Enrique Osorno acerca de cuatro exgobernadores del estado de Nuevo León (Sócrates Rizzo, Fernando Canales, Benjamín Clariond y Fernando Elizondo) quienes, por medio de una serie de entrevistas, analizan la figura del ejecutivo estatal, así como los conceptos de la política y el poder.
Dicho filme fue proyectado de manera gratuita en distintas plazas de Monterrey y su área metropolitana, universidades del norte del país y el Senado de la República. Además fue difundido en el portal del periódico regiomontano El Norte, con cerca de 11,500 visitas en un solo día.
Adicionalmente a su carrera de director de cine, Andrés Clariond Rangel es editorialista de Grupo Reforma.

### Premios y nominaciones
- Premio Independent Spirit del Festival Internacional de Cine de Arizona (2010) | Peoria.
- Verónica Langer, Mejor Actriz de Largometraje Mexicano, Festival Internacional de Cine de Morelia (2016) | Hilda.
- Mención a Mejor Dirección en el Sofia International Film Festival, Bulgaria (2015) | Hilda.
- Premio Ariel 2016 | Verónica Langer | Hilda | Actriz | Nominada.
- Premio Ariel 2016  | Adriana Paz | Hilda | Coactuación femenina | Ganadora.
- Premio Ariel 2016 | Andrés Clariond Rangel | Hilda | Guion adaptado | Nominada.
- Premios Ariel 2016 | Andrés Clariond Rangel | Hilda | Ópera prima | Nominada.
- Premios Ariel 2016 | Mónica Neumaier | Hilda | Vestuario | Nominada.

## Ligas por orden de aparición
Monterrey
https://es.wikipedia.org/wiki/Monterrey
Nuevo León
https://es.wikipedia.org/wiki/Nuevo_León
Universidad de Columbia
https://es.wikipedia.org/wiki/Universidad_de_Columbia
Heriberto Frías
https://es.wikipedia.org/wiki/Heriberto_Frías
Raúl Rangel Frías
https://es.wikipedia.org/wiki/Raúl_Rangel_Frías
Marie NDiaye
https://es.wikipedia.org/wiki/Marie_NDiaye
Cinépolis
https://es.wikipedia.org/wiki/Cinépolis
Festival Internacional de Cine de Morelia
https://es.wikipedia.org/wiki/Festival_Internacional_de_Cine_de_Morelia
Verónica Langer
https://es.wikipedia.org/wiki/Verónica_Langer
Festival Internacional de Cine de Vancouver
https://es.wikipedia.org/wiki/Festival_Internacional_de_Cine_de_Vancouver
Festival Internacional de Cine de El Cairo
https://es.wikipedia.org/wiki/Festival_Internacional_de_Cine_de_El_Cairo
Festival Internacional de Cine de Haifa
https://es.wikipedia.org/wiki/Festival_Internacional_de_Cine_de_Haifa
Festival Internacional de Cine de Río de Janeiro
https://es.wikipedia.org/wiki/Festival_Internacional_de_Cine_de_Río_de_Janeiro
Netflix
https://es.wikipedia.org/wiki/Netflix
HBO
https://es.wikipedia.org/wiki/HBO
Academia Mexicana de Artes y Ciencias Cinematográficas
https://en.wikipedia.org/wiki/Academia_Mexicana_de_Artes_y_Ciencias_Cinematográficas
Sócrates Rizzo
https://es.wikipedia.org/wiki/Sócrates_Rizzo
Fernando Canales
https://es.wikipedia.org/wiki/Fernando_Canales_Clariond
Benjamín Clariond
https://es.wikipedia.org/wiki/Benjamín_Clariond
Fernando Elizondo
https://es.wikipedia.org/wiki/Fernando_Elizondo_Barragán
El Norte
https://es.wikipedia.org/wiki/El_Norte
Grupo Reforma
https://es.wikipedia.org/wiki/Grupo_Reforma
Festival Internacional de Cine de Morelia (se repite)
https://es.wikipedia.org/wiki/Festival_Internacional_de_Cine_de_Morelia
Premio Ariel
https://es.wikipedia.org/wiki/Premio_Ariel
Mejor Actriz
https://es.wikipedia.org/wiki/Anexo:Ariel_a_mejor_actriz
Mejor Coactuación Femenina
https://es.wikipedia.org/wiki/Anexo:Ariel_a_mejor_coactuación_femenina
Sofia International Film Festival
Sofia International Film Festival
Diosas de Plata
https://es.wikipedia.org/wiki/Diosas_de_Plata